# Esther Kraft
Esther Kraft (* 16. Mai 1990) ist eine ehemalige deutsche Schauspielerin.
Von 2007 bis 2009 spielte sie in der 11. und 12. Staffel der Fernsehserie Schloss Einstein in insgesamt 104 Folgen die Hauptrolle der Schülerin Marie Luise Krüger, nachdem sie sich ursprünglich für eine Statistenrolle beworben hatte. In der 600. Folge der Fernsehserie im Jahr 2010 absolvierte sie einen Gastauftritt in ihrer früheren Rolle.